# 剑侠
《剑侠》，原名《八仙前传》，千乘影视出品的一部古装神话剧，以《八仙》为蓝本创作，讲述了八仙的神话传说作题材。台湾编剧简远信兼任制作人，部份主要演员也参与过电视剧《活佛济公3》、《薛平贵与王宝钏》、《百万新娘之爱无悔》、《新洛神》、《封神英雄榜》和《家和万事兴》等。2013年7月在横店影视城开机拍摄，2013年9月杀青，2014年10月5日开始于地方台首播，10月21日上星播出并将剧名更改为《剑侠》。

## 播出平台
| 頻道              | 所在地 | 播映日期       | 備註                                                          |
| 江苏卫视 贵州卫视 | 中国   | 2014年10月21日 | 周一至周五晚19:30-21:00三集连播 周六至周日19:30-20:10一集播出 |
| 四川卫视          | 中国   | 2014年10月21日 | 播出9集后于10月24日停播                                       |

## 剧情概述
银黛和吕洞宾结为夫妻，后银黛为救吕洞宾而死，银黛妹妹雪琼为报复吕洞宾，不断制造祸端，幸被洞宾逐一化解。吕洞宾坚心求道，终获汉钟离点化成仙。
何月仙与儿子青枫、青松在失散十八年后重逢，青枫却被雪琼迷惑不肯与月仙相认，并设计陷害自己的弟弟。在吕洞宾的帮助下，青枫迷途知返，月仙却为了救子牺牲自己，吕洞宾得以度化成仙。
吕洞宾持剑回到人间宋朝，化身“剑侠”，暗中保护曹友和曹恭两兄弟。曹友被雪琼陷害，成为朝廷缉拿要犯。关键时刻，曹友为救曹恭牺牲性命，洞宾将他度化成仙。
八仙一起收服了雪琼，还天下太平。八仙途经东海，意外地与龙王三太子起了冲突。于是，八仙过海，各显神通的传说拉开了序幕。

## 演员表

### 主要演員
| 演员   | 角色             | 简介 |
| 李宗翰 | 吕洞宾           | 洞賓、公子、阿賓 八仙之一，代表中國傳統男性的一面，唐朝人士，银黛之夫君，純陽洞洞主，崔明之天敵兼情敵，雪瓊之姊夫兼天敵，翩翩之姪女婿兼天敵，賈仁、高良之好友後反目，曾光之好友。  |
| 吴俊余 | 小雨             | 小雨 吕洞宾之書童，後為仙童，傳說中的第九仙，與呂洞賓情同手足，是難得一見的忠僕。                                                                                                  |
| 郑亦桐 | 雪琼             | 雪瓊 千年雪蛟精，崔明之義妹，银黛之亲妹，喜歡崔明，但知道崔明喜歡的是銀黛選擇將感情收藏，為呂洞賓之天敵，最後下場劇中未交代。                                                      |
| 张明明 | 崔明             | 臭蠍子、崔仙人、千年天蝎精、崔明哥哥 银黛及雪琼之義兄，愛慕银黛，先後收雪瓊轉世的花莫愁及曹友為徒，後知道銀黛是為了呂洞賓而死，發誓要殺了呂洞賓為銀黛報仇，最後下場劇中未交代。    |
| 刘昊岩 | 鍾离慕权(汉鍾离) | 死胖子、鍾離 八仙之一，代表中國傳統富有的一面，呂洞賓之師傅，度化他成仙，張果老之好友，最後因偷仙丹而被玉帝貶下凡，最後有無回歸天庭劇中未交代。                                    |
| 王春元 | 张果老           | 老妖精 、老神仙、張果 八仙之一，成仙前是蝙蝠妖，喜歡爬樹，代表中國傳統老年的一面，呂洞賓及小雨之師傅，度化兩人成仙，漢鍾離之好友，最後被處以連坐去蟠桃園看守桃子到漢鍾離位歸仙班。 |

### 第一單元
| 演员   | 角色 | 简介 |
| 海陆   | 银黛 | 银黛、銀黛姑娘 千年雪蛟精,吕洞宾之结发妻，崔明之義妹，雪琼之亲姐，小風之養姊，翩翩之姪女，小雨之主母。為能得道成仙的修煉之路順利，不惜將魔性驅逐出體外封印在雪山洞內 |
| 张亮   | 贾仁 | 賈仁 吕洞宾好友，后為榮華富貴與吕洞宾反目，與高良和貪官勾結，并设计杀害吕洞宾，最後被官差逮捕，所以自作孽不可活。                                                    |
| 林伊婷 | 玉秋 | 玉秋 贾仁之妻，紅塵女子，卻知書達理，最後出家為尼。 |
| 經超   | 曾光 | 曾光 呂洞賓好友，曾帮助吕洞宾躲避贾仁追杀。纳翩翩为小妾，銀黛之姑父。被翩翩吸食精气及鳞，后得呂洞賓求得還魂果救活                                                    |
| 袁心冉 |      | 曾光之妻 |
| 李霆   | 高良 | 高良 呂洞賓好友，翩翩情夫，後與賈仁勾結，最後被翩翩吸取精气。 |
| 蒋典   | 小风 | 小風 銀黛之養弟，翩翩之前繼夫 呂洞賓之仆人兼養舅子，为护主犧牲 |

### 第二單元
| 演员                | 角色           | 简介 |
| 白珊                | 何月仙(苦娘)   | 月仙、苦娘 石俊卿及沈玉郎之生身之母，何仙姑之前世，呂洞賓欲度化之對象，卻因為被花莫愁陷害以致於不小心拿劍誤殺花莫愁，最後選擇自盡，成仙之路功虧一簣，只能再一次輪迴才能度化成仙，但最後有無度化成仙劇中未交代。 |
| 张倬闻 童年：曾雅诗 | 石俊卿(陆青松) | 俊卿、青松 八仙之一，何月仙之二子，洪錦雲之夫，與哥哥玉郎考取雙狀元，後擔任縣令，遭花莫愁陷害差點致死。 |
| 郑亦桐              | 花莫愁         | 莫愁 太師千金，崔明徒弟，沈玉郎之妻，雪琼轉世，刺史夫人，迷惑玉郎欲阻攔其與月仙相認，最後被月仙誤殺，魂魄回歸雪瓊原形體內。                                                                                     |
| 丁野                | 沈玉郎(陆青楓) | 玉郎、青楓 石俊卿之兄，何月仙之长子，對妻子花莫愁言聽計從，與弟弟俊卿考取雙狀元，後擔任刺史，受到莫愁蠱惑，一直要將弟弟置於死地，最後經洞賓點化後醒悟，卻換不回為救子而犧牲的母親。                             |
| 华娇                | 洪锦云         | 錦雲 石俊卿之妻，陆剑忠及何月仙之媳婦，洪康之女，精通武藝。 |
| 阮伟旌              | 陆剑忠         | 劍忠 何月仙之夫，石俊卿及沈玉郎之生身之父 |
| 許欽                | 洪康           | 洪康 洪錦雲之父，陆剑忠的副將 |
| 閔政                | 沈大富         | 大富 沈玉郎之养父 |
| 王伟                | 沈母(沈王氏)   | 王氏 沈玉郎之养母 |
| 任学海              | 花沖           | 花沖、太師 花莫愁之父，沈玉郎岳父 |
| 戴琪華              | 石母           | 石母 石俊卿之养母 |
| 朱鈺                | 小春           | 小春 花莫愁婢女，性格惡劣 |

### 第三單元
| 演员                | 角色         | 简介 |
| 张迪 童年：戚一鸣   | 曹友(曹国舅) | 曹友、友哥、友弟、俠盜半天雲 八仙之一，代表中國傳統尊貴的一面，曹瑛之弟、曹恭之兄兼情敵後和好，喜歡素華卻為了弟弟將心愛的女人讓給他，曾拜師於崔明後反目，最後為了救弟弟受了崔明一掌致死，被呂洞賓度化成仙。 |
| 贡米 童年：李佳宜   | 殷素华       | 素華、華姊 包子店小西施，喜欢曹友 |
| 茅子俊 童年：苏焓烨 | 曹恭         | 曹恭、恭哥、恭弟 曹友曹瑛之弟，喜欢殷素华，考取狀元並擔任欽差大臣捉拿半天雲，始終無法理解哥哥為何是半天雲，最後哥哥為了救自己而犧牲才明白哥哥對自己的苦心，並赦免其罪，使得哥哥被度化成仙。                 |
| 陈怡真              | 曹英         | 曹英 曹友曹恭之姐，由才人升至皇后 |
| 臧洪娜              | 钱多多       | 多多、多多阿姨 殷素华好友，嚮往一段純真的愛情，先是喜歡曹友，知道曹友喜歡素華後又轉而喜歡曹恭，見曹恭也暗戀素華後只好把矛頭指向呂洞賓和小雨。                                                               |
| 娄亚江              | 殷父         | 殷父 殷素华之父，與錢嫂為歡喜冤家。 |
| 王子瑜              | 钱嫂         | 錢嫂 钱多多之母，與殷父為歡喜冤家。 |
| 李进荣              | 皇上         | 皇上 曹瑛之夫，後封曹恭為國舅。 |
| 丰沛                | 太后         | |
| 郑胜利              | 曹父         | 曹父 曹友之父，在洪水中被淹死。 |
| 許明秀              | 曹母         | 曹母 曹友之母，在洪水中被淹死。 |

### 其他角色
| 演员   | 角色   | 简介 |
| 谢闻轩 | 翩翩   | 翩翩、蝴蝶妖、寡婦、翩翩姑娘 呂洞賓之前小舅母，小風之前繼妻，銀黛之姑母，高良之情婦。死了前夫，被曾光那為小妾。吸食精气及鳞的男人将成为活死人。千方百计想吸取吕洞宾之精气，并且十分憎恨銀黛，誓言非致她於死地不可 |
| 郑业成 | 藍采和 | 采和 八仙之一，代表中國傳統貧窮的一面，法寶為花籃。 |
| 蔡雅同 | 何仙姑 | 仙姑 八仙之一，代表中國傳統女子的一面，手持荷花。 |
| 李进荣 | 铁拐李 | 拐李、李鐵拐 八仙之一，代表中國傳統卑賤的一面。 |
| 張倬聞 | 韓湘子 | 湘子 八仙之一，代表中國傳統幼年的一面，法寶為玉板，傳說其為韓愈之姪子，精通音律。 |
| 焉佳辉 | 雷公   | 雷公 差點打死呂洞賓及沈玉郎，其實是打散了呂洞賓的文曲星。 |
| 趙美艳 | 电母   | 電母 差點打死呂洞賓及沈玉郎，其實是打散了呂洞賓的文曲星。 |

## 電視劇歌曲
| 曲別   | 歌名               | 演唱       | 作詞   | 作曲   |
| 主題曲 | 英雄无怨           | 张倬闻     | 杨昊东 |        |
| 片尾曲 | 為你               | 金琳张倬闻 | 杨昊东 |        |
| 插曲   | 缘                 | 金琳       | 陈谦   | 吴嘉伦 |
| 插曲   | 天壤之别           | 蔡幸芳     | 罗晴   | 張衞帆 |
| 配樂   | 藏傳大悲咒(輕快板) |            |        |        |
| 配樂   | 心經(演奏版)       |            | 玄奘   |        |
| 配樂   | 清淨法身佛(演奏版) |            |        |        |

## 花絮
张璇饰郑碧霞(仙女)的故事、钟汉离下界历劫、何月仙的结局、雪琼及霍明之下场剧中也没有交代，剧透人士认为可能是内容不过审或其它原由。

## 收视率
由csm数据参考而来，收视率包括全天收视指数和市场(收视)份额参数
| 平台     | 平均收视率 | 平均收视份额 |
| 江苏卫视 | 0.990      | 2.711        |

## 节目变迁
| 中国 江苏卫视 幸福剧场 · 周一至周五晚19:30-21:00三集连播 周六至周日19:30-20:10一集播出 | 中国 江苏卫视 幸福剧场 · 周一至周五晚19:30-21:00三集连播 周六至周日19:30-20:10一集播出 | 中国 江苏卫视 幸福剧场 · 周一至周五晚19:30-21:00三集连播 周六至周日19:30-20:10一集播出 |
| -------------------------------------------------------------------------------------- | -------------------------------------------------------------------------------------- | -------------------------------------------------------------------------------------- |
|                                                                                        | 剑侠 （2014年10月21日-2014年11月10日）                                                 |                                                                                        |
| 奇葩一家亲 （2014年10月7日－2014年10月20日）                                           | 第二次人生 （2014年11月10日－2014年12月6日）                                           |                                                                                        |